# 南鄉13丁目車站
南鄉13丁目車站（日语：／ Nangō-jūsanchōme eki */?）是一位於日本北海道札幌市白石區南鄉通13丁目，隸屬於札幌市交通局的地下鐵車站。南鄉13丁目車站是札幌市營地下鐵東西線的沿線車站之一，車站編號T15。

## 車站構造
地下1樓為閘口與大堂、地下2樓為2面2線的對向式月台。出入口共3個。

### 月台配置
| 月台 | 路線   | 目的地           |
| ---- | ------ | ---------------- |
| 1    | 東西線 | 新札幌方向       |
| 2    | 東西線 | 大通、宮之澤方向 |

## 相鄰車站
札幌市營地下鐵
 東西線
南鄉7丁目（T14）－南鄉13丁目（T15）－南鄉18丁目（T16）